# 杰内雷特 (路易斯安那州)
杰内雷特（英語：Jeanerette），是美国路易斯安那州下属的一座城市。根据2010年美国人口普查，该市有人口5,530人。建置上，属于“city”。